# Haplosporidia
Die Haplosporidia sind eine Gruppe von Einzellern, die als Endoparasiten im Inneren verschiedener wasserlebender Tiere leben. Wirtschaftliche Bedeutung haben sie als Krankheitserreger in Muschelkulturen. Systematisch gehören sie zu den Rhizaria.

## Merkmale

### Lebenszyklus
Die Haplosporidia verfügen über einen komplexen Lebenszyklus, der jedoch bei keiner der Arten vollständig aufgeklärt ist. Im Verdauungstrakt des Wirtes schlüpfen aus den Sporen kleine amöboide Zellen. Diese wandern ins Bindegewebe oder in Epithelien, wo sie zu vielkernigen Plasmodien heranwachsen. Die großen Plasmodien teilen sich unregelmäßig zu kleineren Plasmodien mit unterschiedlicher Kernanzahl. Dieser Teilungszyklus wiederholt sich mehrmals. Die entstehenden Plasmodien breiten sich extrazellulär im Gewebe aus. Am Beginn der Sporenbildung bildet sich um ein großes, vielkerniges Plasmodium eine Zellwand, das Plasmodium wird so zum Sporont. Hier kommt es wahrscheinlich zur Karyogamie und nachfolgend zur Meiose. Die übrigen Stadien des Lebenszyklus dürften alle haploid sein. Der Sporont teilt sich später mehrfach und bildet einkernige Sporoblasten. 
Eine andere Lehrmeinung besagt, dass sich zwei haploide Sporoblasten zu einer diploiden Zygote vereinen, und das diploide Stadium über den Rest des Lebenszyklus erhalten bleibt. Welche der beiden Annahmen korrekt ist oder ob beide vorkommen, ist nicht geklärt.
Aus dem Sporoblasten bilden sich zwei Hälften: die kernlose Hälfte, das Episporoplasma, umhüllt die kernhaltige Hälfte, das Sporoplasma und trennt sich von ihm durch Zellteilung. Es entsteht so eine kernhaltige Zelle im Inneren der Vakuole einer kernlosen Zelle. Das Episporoplasma bildet nun die Sporenwand und degeneriert anschließend. Die Sporenwand umfasst eine vielfach artspezifische Ornamentierung und an einem Ende eine Klappe, mit der sich die Spore später öffnet. 
Das Vorhandensein von Zwischenwirten wird vermutet, wurde aber nicht nachgewiesen.

### Organellen
An spezifischen Organellen besitzen die Haplosporidia Haplosporosomen. Diese befinden sich im Cytoplasma von Sporonten und Sporoblasten. Es sind dies kugelige, elektronendichte, von einem Plasmalemma umgebene Vesikel mit einem Durchmesser von 70 bis 250 nm. Sie enthalten membranöse Strukturen sowie Glykoproteine. Ihre Funktion ist unbekannt. 
Die Spherulosomen werden als Abkömmlinge des Golgi-Apparats gedeutet. Sie befinden sich im Vorderende der Sporen und schwellen beim Keimen der Spore an. 
Die übrigen Organellen besitzen keine Eigentümlichkeiten. Die Mitochondrien gehören dem tubulär-vesikulären Typ an. Der Kernhülle des Zellkerns bleibt während der Mitose erhalten, der Spindelapparat verbleibt im Inneren des Zellkerns. Ein Teil des Spindelapparates bleibt auch während der Interphase als sogenannter Kernstab erhalten.

## Vorkommen
Die Haplosporidia kommen weltweit vor. Sie leben als Endoparasiten im Gewebe vor allem von Weichtieren, aber auch von Stachelhäutern, Krebstieren, Vielborstern und Seescheiden. Haplosporidia können in Austern-Kulturen zu erheblichen wirtschaftlichen Einbußen führen.

## Systematik
Die Haplosporidia bestehen heute aus rund 30 Arten, die Gesamtartenzahl wird auf einige hundert geschätzt.
Zu den Haplosporidia werden folgende Gattungen gezählt:
- Urosporidium
- Haplosporidium
- Minchinia
- Bonamia

Die Gattung Claustrosporidium wird teils zu den Haplosporidia gestellt, teils aufgrund von Ultrastruktur-Merkmalen selbständig gleichrangig neben die Haplosporidia gestellt. Molekulargenetische Untersuchungen zur Gattung fehlen allerdings.

## Belege
- Klaus Hausmann, Norbert Hülsmann, Renate Radek: Protistology, 3. Aufl., Schweizerbart, 2003, S. 124–127, ISBN 3-510-65208-8